# ポール・ワーティコ
ポール・ワーティコ（Paul Wertico、1953年1月5日 - 、イリノイ州シカゴ生まれ）は、アメリカのドラマー。1983年から2001年までパット・メセニー・グループのメンバーだったことで知られ、家族ともっと多く時間を過ごせるよう、また、他の音楽的興味を追求するためにグループを脱退した。 

## 略歴

### グループ
パット・メセニーは、ワーティコとベーシストのスティーヴ・ロドビーを含むサイモン・アンド・バード・グループを聴いた後、両名を自分のバンドへと招き入れた。メセニーと過ごした時間の中で、ワーティコは10枚のアルバムと4本のビデオで演奏し、テレビに出演し、世界中をツアーした。彼は、7つのグラミー賞（「ベスト・ジャズ・フュージョン・パフォーマンス」、「ベスト・コンテンポラリー・ジャズ・パフォーマンス」、「ベスト・ロック・インストゥルメンタル・パフォーマンス」）、雑誌投票を受賞し、いくつかのゴールドレコードを受けた。
彼は、ジョン・モウルダーとエリック・ホッフバーグと共にポール・ワーティコ・トリオを結成し、また、ラリー・コリエル、カート・エリング、ジェフ・バーリンと共演した。2000年から2007年まで、彼はプラチナレコードを獲得したポーランドのプログレッシブ・ロック・バンドであるSBBのメンバーを務めた。ワーティコは、2017年にコリエルが亡くなるまで、ラリー・コリエル・パワー・トリオのメンバーを務めている。
2009年、ワーティコはイスラエルのミュージシャン、ダニー・マルコビッチとダニ・ラビンと共にジャズ・ロック・グループであるマービンのメンバーとなった。このグループは、ポール・ワーティコズ・ミッド＝イースト/ミッド・ウェスト・アライエンスとしても演奏し、『シカゴ・トリビューン』『DRUM!』『Modern Drummer』の各紙誌から称賛を受けたシカゴ・セッションズ・レーベルのためのアルバムを録音している。
ワーティコは、マルチ・インストゥルメンタリストのデヴィッド・ケインとラリー・グレイと共に、ワーティコ、ケイン&グレイを結成した。彼らのデビュー・アルバム『Sound Portraits』（2013年）は、第13回インデペンデント・ミュージック・アワードでベスト・ライブ・パフォーマンス・アルバムを受賞し、4枚目のアルバム『Realization』（2015年）は、第15回インデペンデント・ミュージック・アワードでベスト・ライブ・パフォーマンス・アルバムとベスト・ロング・フォーム・ビデオにノミネートされた。

### 参加作品やその他の作品
彼はフランク・カタラーノ、エディ・ハリス、リー・コニッツ、デイヴ・リーブマン、サム・リヴァース、ボブ・ミンツァー、テリー・ギブス、バディ・デフランコ、ロスコー・ミッチェル、エヴァン・パーカー、ジェイ・マクシャン、ハービー・マン、ランディ・ブレッカー、ジェリー・グッドマン、ラムゼイ・ルイスと共演してきた。
ポール・ウィンターの1990年のグラミー賞にノミネートされたアルバム『アース〜地球賛歌』で、ドラムを演奏した。また、ボーカリストであるカート・エリングの1995年のグラミー賞にノミネートされたアルバム『クローズ・ユア・アイズ』、エリングの1997年のグラミー賞にノミネートされたアルバム『ザ・メッセンジャー』、1998年のグラミー賞にノミネートされたアルバム『ジス・タイム・イッツ・ラヴ』、2003年のグラミー賞にノミネートされたアルバム『Man in the Air』でも演奏している。
2010年から2012年まで、冠ラジオ番組である『Paul Wertico's Wild World of Jazz』でホストを務めた。クラウドソースのテレビ・ビデオ・シリーズ『Inventing the Future』の音楽ディレクターとして、ワーティコは全米テレビ芸術科学アカデミーによって、中西部における「Outstanding Achievement In Interactivity（インタラクティブ性の卓越した業績）」部門で、2012-2013年のエミー賞にノミネートされた。
彼は「ポール・ワーティコ・シグネチャー・ドラム・スティック」を製造するプロマーク製のTUBZの開発者となっている。

### 教育
ワーティコは教育の分野でも非常に活発に動いている。彼は45年間、個人的にドラムを教えることに加えて、シカゴのルーズベルト大学のシカゴ舞台芸術大学でジャズ研究の准教授を務めており、学内のジャズ&コンテンポラリー・ミュージック研究プログラムを5年間率いていた。イリノイ州エバンストンにあるノースウェスタン大学のビーネン音楽院ではパーカッションとジャズ研究プログラムの学部に16年間勤務し、シカゴのブルーム・スクール・オブ・ジャズで数年間教えた。
『Modern Drummer』『DRUM!』『Drums & Drumming』『Drum Tracks』『DownBeat』の各誌および「Musician.com」で教育記事を執筆している。『Modern Drummer』では諮問委員会のメンバーを務め、彼らのプロ・パネリストの1人でもある。
ワーティコは、シカゴのジャズ研究所の諮問委員会と教育委員会の両方を務めるだけでなく、レコーディング・アカデミー・シカゴ支部の理事会で5つの任期を務めた。
ワーティコは、ニューヨークのドラマーズ・コレクティヴ、ロサンゼルスのパーカッション・インスティテュード・オブ・テクノロジー、ノーステキサス州立大学、マイアミ大学など、米国および世界中の大学、高校、音楽店で数多くのドラム・クリニックとマスタークラスを実施してきた。そこには、イギリスのミュージシャンズ・インスティテュート、ドイツのドラマーズ・インスティテュート、イタリアのムジカ大学、アルゼンチンのエスクエラ・デ・ムシカ・デ・ブエノスアイレス、イスラエルのリモン・ジャズ・スクールも含まれている。
カナダのケープブレトン国際ドラム・フェスティバルやモントリオール・ドラム・フェスト、ウルグアイのモンテビデオ・ドラム・フェスティバル、ポーランドのクロスドラム国際パーカッシブ・アーツ・フェスティバル、アルゼンチンのメンドーサ国際ドラム・フェスティバル、ギリシャのパーカッション・キャンプ国際パーカッション・フェスティバル、ベネズエラの第1回国際ドラマー・ウィーク、ニュージーランド、チリ、メキシコ、ロシア、ハンガリー、フランス、スウェーデン、アイルランド、スペインの学校やフェスティバルなど、数多くの国際ドラム・フェスティバルでクリニック担当/ソリストとして活躍している。
また、1994年、1999年、2002年のパーカッシブ・アーツ・ソサエティ国際大会、1997年のモダン・ドラマー・ドラム・フェスティバル（およびこれらのイベントの2つのビデオに出演）、2005年、2013年、2014年のシカゴ・ドラム・ショーにも出演した。ワーティコは、ドラム・ワークショップのビデオ『The American Dream II』『The American Dream III』『Masters of Resonance』で紹介されている。
彼は2本の教育ビデオ『Fine-Tuning Your Performance』『Paul Wertico's Drum Philosophy』をリリースした。後者（DVDでも入手可能）は、『Modern Drummer』誌によって「過去25年間で最高のドラム・ビデオの1つ」に選ばれた。
ワーティコのドラム指導書『TURN THE BEAT AROUND』（「バックビート」を演奏するためのドラマーのガイド1と3）は、2017年7月7日にアルフレッド・ミュージックから出版された。

### レコーディング作品
ワーティコはまた、共同リーダーとして多数のレコーディング作品をリリースした。自身名義のLP『Earwax Control』、ライブで『Earwax Control』を演奏した『Number 2 Live』、自身名義のLP『Spontaneous Composition』、『BANG!』と題されたドラム&パーカッションのデュオCD（グレッグ・ベンディアンと共演）、『サイン・オブ4』というタイトルのダブル・ギター&ダブル・ドラムによる3枚組CDセット（デレク・ベイリー、パット・メセニー、グレッグ・ベンディアンと共演）、『Union』『State of the Union』と題されたピアノ/ベース/ドラムのトリオによるCD2枚（ローレンス・ホブグッド、ブライアン・トーフと共演）などである。
彼の最新リリースのいくつかには、デヴィッド・ケイン&ポール・ワーティコによる『Feast for the Senses』というタイトルのDVD&CDが含まれている。また、ポール・ワーティコとフランク・カタラーノによる『Topics of Conversation』というタイトルのCD、Fabrizio Mocata、Gianmarco Scaglia、ポール・ワーティコによるCD『Free the Opera!』、ワーティコ、ケイン&グレイによる『Sound Portraits』（第13回インディペンデント・ミュージック・アワード（2014年）のベスト・ライブ・パフォーマンス・アルバムを受賞）と題されたDVD&CD、ワーティコ、ケイン&グレイの2枚目のCD『Out in SPACE』、ワーティコ、ケイン&グレイの2枚目のDVDで3枚目のCDとなる『Organic Architecture』、ワーティコ、ケイン&グレイの4枚目のCDとビデオでリリースされた『Realization』、ワーティコ、ケイン&グレイの5枚目のCD『Short Cuts – 40 Improvisations』、ワーティコ、ケイン&グレイの6枚目のCD『AfterLive』、ワーティコ、ケイン&グレイの7枚目のCDとダウンロード可能なビデオでリリースされた『Without Compromise』などがある。ポール・ワーティコ・トリオは『First Date』というタイトルの新しいCD（トリオの25周年を祝う）を発表し、今後2枚のリリースを控え、ジャンマルコ・スカグリア&ポール・ワーティコ・カルテットによる『DynamicsIn Meditation』というCDも発表。ザ・ポール・ワーティコ / ジョン・ヘリウェル・プロジェクトによる『Live Under Italian Skies』という2枚組CDが、2020年にリリースされている。

## 批評家の意見
リーダーとしてのワーティコのデビューCD『イン・アンド・アウト』は、『ダウン・ビート』誌で4つ星の評価を受けた。ギタリストのジョン・モウルダーとベーシストのエリック・ホッフバーグをフィーチャーした1998年のトリオによるCD『Live in Warsaw!』は、『ダウン・ビート』誌から4つ星半を獲得。トリオによる2000年のスタジオ・レコーディング『Don't Be Scared Anymore』は、All About Jazzから「このアルバムは世界で最もクールな休暇のサウンドトラックのようなものです」と、オールミュージックから「本当の意味でのジャズ・ロック」というレビューを受けた。
ワーティコの2004年のCD『StereoNucleosis』は、とても好意的なレビューに迎えられてリリースされた。「シカゴ・トリビューン」紙は次のように書いている。「素晴らしいリリースだ……ワーティコは、スタイルの境界をスリル満点に無視しています。『StereoNucleosis』は、過去10年間で最もインテリジェントで、創造的で、魅力的なパーカッションを録音した作品の1つです。ワーティコが、今日演奏している最も落ち着きのない独創的なドラマーたちの中においてどんな立場にいるかを再確認できます」。オールミュージックは次のように報告している。「ワーティコと彼のプレーヤーたちは、素晴らしく、珍しいことを実現しました。彼らは実際に、普通ではないというだけでなく、真に新しいものを生み出しました」。「LAウィークリー」紙は次のように書いている。「2000年代の『Don't Be Scared Anymore』や新作の『StereoNucleosis』など、彼の最近のレコードはジャズが進む可能性のある電子的で、リズミカルで、知的方向性がみられる素晴らしい例となっています」。ワーティコの2006年のCD『Another Side』は、オーディオ愛好家のNaim Labelからリリースされた。それは「これらの3人のユニークな才能のあるミュージシャンの間で行われる素晴らしい共同作業」と説明された。
彼のバンド、ポール・ワーティコズ・ミッド＝イースト/ミッド・ウェスト・アライエンスをフィーチャーした2010年のCD『Impressions of a City』は、さまざまなレビューで「この惑星で、あるいは他の世界も含めて、見つけることができる最も印象的で自然発生的なアルバムの1つ」「"忘れられず思い出に残る……魅力的な音楽実験であり、非常にユニークなものです」「これは最高の音楽の物語。一般的な（そして機械的に利用された）21世紀の男性と女性のためのファンファーレである」「時に美しく、時に張り詰めていて、単に不気味でもある『Impressions of a City』は、前衛的な音楽のもつ疑わしい評判を修正するために何らかの方法で前進していくべきです」「ある男の明らかなほど無尽蔵な音の想像力に向けたまったく予測不可能な旅」と説明されている。
4つ星半の星を付けた『ダウン・ビート』誌は、2010年のベストCDにリストし、「その音楽作品を作り出せたのは、ワーティコがドラマーとして「ストレートに演奏する」ことに満足していないというだけでなく、コンセプチュアリスト/リーダーとして彼のスキルがさらに優れているからなのかもしれません。時間を保つだけではない音楽を聴き、作り出したいと考えるすべての新進ドラマー（「My Side of the Story」でのワーティコのソロにおける独創的な間をチェックしてみてください）へ警告しておきます」と書いた。
このバンドはまた、『Live from SPACE』というライブDVDをリリースした。これは『シカゴ・エグザミナー』によって「これらの才能あふれるミュージシャンたちは、トーン、ムード、そして将来の同じ志を持った実験の舞台を設定するだけでなく、より幅広い聴衆を楽しませながら、ジャズの限界を押し上げることに成功しました」とレビューされた。「thiszine.org」は、「ワーティコのファンにとって、このDVDは必需品であり、革新的で細かく調整されたジャズの才能を紹介するものである。モダン・ジャズの新しいファンにとって、これは定番であり、後戻りする前に始めるのに最適な場所となっています」と書いた。
2007年、ワーティコとブライアン・ピータースはCD『Ampersand』をリリースした。「Drummerszone.com」は「単純に音楽の傑作」と呼び、『Classic Drummer』誌は「これまでにリリースされた中で最も野心的なレコードの1つ。4年にわたって録音され、ロックとジャズ双方の要素を組み合わせて、非常に聴きやすく魅力的な仕上がりの製品を生み出すまったく新しいアプローチをドキュメントしています」と記述した。同年、彼はピアニストのシルヴァーノ・モナステリオスとベーシストのマーク・イーガンと共に『Jazz Impressions 1』をリリースした。『シカゴ・ジャズ』誌は次のように書いている。「アルバム『Jazz Impressions 1』の最初のひと吹きから、何か面白くて違うものを求めているということがわかります。しかし、これら3人がそのフォーマットで行うことは、息をのむようなものです」。

## 受賞歴
- パット・メセニー・グループとの7つのグラミー賞
- シカゴ・オブ・ザ・イヤー、「シカゴ・トリビューン」紙、2004年
- フュージョン・ドラマー・オブ・ザ・イヤー、『DRUM!』誌の読者投票、1997年
- 生涯功労賞、ケープ・ブレトン国際ドラム・フェスティバル、2010年
- 生涯功労賞、モントリオール・ドラム・フェスト、2010年
- エミー賞のノミネート、Outstanding Achievement In Interactivity（インタラクティブ性の卓越した業績）部門、2012年-2013年
- ベスト・ライブ・パフォーマンス・アルバム、サウンド・ポートレート、インディペンデント・ミュージック・アワード、2014年
- インデペンデント・ミュージック・アワードのノミネート、ベスト・ライブ・パフォーマンス・アルバムとベスト・ロング・フォーム・ビデオ（『Realization』）、2016年

## ディスコグラフィ

### リーダー・アルバム
- Spontaneous Composition (1981年、Spoco) ※with Rich Corpolongo、Doug Lofstrom
- Earwax Control (1984年、Depot)
- 『イン・アンド・アウト』 - The Yin and the Yout (1993年、Intuition)
- 2 Live (1994年、Naim)
- Bang! (1996年、Truemedia) ※with グレッグ・ベンディアン
- Union (1997年、Naim)
- 『サイン・オブ4』 - The Sign Of 4 (1997年、Knitting Factory Works) ※with デレク・ベイリー、パット・メセニー、グレッグ・ベンディアン
- Live in Warsaw! (1998年、Igmod)
- State of the Union (1999年、Naim)
- Don't Be Scared Anymore (2000年、Premonition)
- Live 1994 (2003年、AA)
- StereoNucleosis (2004年、A440 Music)
- Another Side (2006年、Naim)
- Ampersand (2007年、Rat Howl)
- Jazz Impressions (2007年、Dogleg Music)
- Impressions of a City (2009年、Chicago Sessions)
- Feast for the Senses (2012年、UMEDIA Studios)
- Topics of Conversation (2013年、Blue Sky Fable)
- Free The Opera! (2013年、RAM)
- Sound Portraits (2013年、UMEDIA Studios)
- Out in Space (2013年、UMEDIA Studios)
- Organic Architecture (2014年、UMEDIA Studios)
- Realization (2015年、UMEDIA Studios)
- Short Cuts - 40 Improvisations (2016年、UMEDIA Studios)
- AfterLive (2017年、UMEDIA Studios)
- First Date (2019年、GAD)
- Without Compromise (2019年、UMEDIA Studios)
- 『ダイナミクス・イン・メディテイション』 - Dynamics In Meditation (2020年、Challenge Records) ※with ジャンマルコ・スカーリア
- Live Under Italian Skies (2020年、RAM Records)